# Primera Divisió 2008-2009
La Primera Divisió 2008-2009 fu la 14ª edizione del campionato andorrano di calcio disputato tra il 21 settembre 2008 ed il 7 maggio 2009 e concluso con la vittoria del UE Sant Julià, al suo secondo titolo.

## Formula
Le squadre partecipanti furono 8 e il campionato venne diviso in due fasi. Nella prima parte della stagione le squadre si incontrarono in un turno di andata e ritorno per un totale di 14 partite. Le prime 4 furono inserite in un girone playoff mentre le rimanenti 4 giocarono in un girone al termine del quale l'ultima fu retrocessa mentre la penultima giocò uno spareggio con la seconda classificata della Segona Divisió per l'ultimo posto disponibile.
Le squadre qualificate alle coppe europee furono due: la vincente partecipò alla UEFA Champions League 2009-2010 mentre la vincitrice della Copa Constitució fu qualificata alla UEFA Europa League 2009-2010.

## Squadre partecipanti
| Club                  | Città               | Posizione 2007-08   |
| --------------------- | ------------------- | ------------------- |
| FC Lusitanos          | Andorra la Vella    | 4°                  |
| UE Engordany          | Escaldes-Engordany  | 7°                  |
| Inter Club d'Escaldes | Escaldes-Engordany  | 6°                  |
| FC Rànger's           | Andorra la Vella    | 3°                  |
| Principat             | Andorra la Vella    | 5°                  |
| FC Santa Coloma       | Santa Coloma        | Campione di Andorra |
| UE Sant Julià         | Sant Julià de Lòria | 2°                  |
| UE Santa Coloma       | Santa Coloma        | Segona Divisió      |

Tutte le partite furono disputate nello Estadi Comunal d'Aixovall.

## Stagione regolare
|  | Pos. | Squadra         | Pt | G  | V  | N | P  | GF | GS | DR  |
|  | ---- | --------------- | -- | -- | -- | - | -- | -- | -- | --- |
|  | 1.   | Sant Julià      | 35 | 14 | 11 | 2 | 1  | 69 | 10 | +59 |
|  | 2.   | FC Santa Coloma | 33 | 14 | 10 | 3 | 1  | 58 | 5  | +53 |
|  | 3.   | Lusitans        | 30 | 14 | 10 | 0 | 4  | 36 | 17 | +19 |
|  | 4.   | Principat       | 25 | 14 | 8  | 1 | 5  | 32 | 31 | +1  |
|  | 5.   | UE Santa Coloma | 21 | 14 | 6  | 3 | 5  | 35 | 28 | +7  |
|  | 6.   | Engordany       | 9  | 14 | 3  | 0 | 11 | 21 | 75 | −54 |
|  | 7.   | Inter Escaldes  | 7  | 14 | 2  | 1 | 11 | 12 | 48 | −36 |
|  | 8.   | Rànger's        | 3  | 14 | 1  | 0 | 13 | 22 | 71 | −49 |

Legenda:

      Ammessa ai play-off
      Ammessa ai play-out
Note:

Tre punti a vittoria, uno a pareggio, zero a sconfitta.

## Seconda fase
Le squadre mantengono i punti conquistati nella prima fase.

### Playoff
|                    | Pos. | Squadra         | Pt | G  | V  | N | P  | GF | GS | DR  |
| ------------------ | ---- | --------------- | -- | -- | -- | - | -- | -- | -- | --- |
| Andorra (bandiera) | 1.   | Sant Julià      | 50 | 20 | 16 | 2 | 2  | 84 | 15 | +69 |
|                    | 2.   | FC Santa Coloma | 48 | 20 | 15 | 3 | 2  | 75 | 12 | +63 |
|                    | 3.   | Principat       | 31 | 20 | 10 | 1 | 9  | 38 | 47 | −9  |
|                    | 4.   | Lusitans        | 30 | 20 | 10 | 0 | 10 | 39 | 30 | +9  |

## Playout
|  | Pos. | Squadra         | Pt | G  | V  | N | P  | GF | GS  | DR  |
|  | ---- | --------------- | -- | -- | -- | - | -- | -- | --- | --- |
|  | 5.   | UE Santa Coloma | 39 | 20 | 12 | 3 | 5  | 65 | 31  | +34 |
|  | 6.   | Engordany       | 21 | 20 | 7  | 0 | 13 | 39 | 88  | −49 |
|  | 7.   | Inter Escaldes  | 13 | 20 | 4  | 1 | 15 | 25 | 68  | −43 |
|  | 8.   | Rànger's        | 3  | 20 | 1  | 0 | 19 | 26 | 100 | −74 |

Legenda:

      Campione di Andorra e qualificato alla UEFA Champions League
      Qualificato alla Coppa UEFA
      Ammessa allo spareggio
      Retrocessa in Segona Divisió
Note:

Tre punti a vittoria, uno a pareggio, zero a sconfitta.

## Spareggio
L'Inter Club d'Escaldes, arrivato settimo, incontrò l'Atlètic Club d'Escaldes, seconda classificata della Segona Divisió, in un doppio spareggio per determinare l'ultima classificata al campionato di massima divisione della stagione successiva. La sfida si decise ai calci di rigore dopo che entrambe le sfide terminarono 2-1.
| Andorra La Vella 17 maggio 2009 | Inter Club d'Escaldes | 2 – 1 | Atlètic Club d'Escaldes | Estadi Comunal d'Aixovall |

| Andorra La Vella 24 maggio 2009 | Atlètic Club d'Escaldes | 9 – 10 | Inter Club d'Escaldes | Estadi Comunal d'Aixovall |

## Verdetti
- Campione di Andorra: UE Sant Julià
- Qualificato alla UEFA Champions League: UE Sant Julià
- Qualificato alla UEFA Europa League: FC Santa Coloma
- Retrocesse in Segona Divisió: FC Rànger's